# Kaczyn-Herbasy
Kaczyn-Herbasy – wieś w Polsce położona w województwie podlaskim, w powiecie wysokomazowieckim, w gminie Czyżew.
W latach 1975–1998 miejscowość administracyjnie należała do województwa łomżyńskiego.
Wierni kościoła rzymskokatolickiego należą do parafii św. Stanisława Biskupa i Męczennika w Dąbrowie Wielkiej.

## Historia
W roku 1921 naliczono tu 26 budynków z przeznaczeniem mieszkalnym oraz 182 mieszkańców (92 mężczyzn i 90 kobiet). Narodowość polską zgłosiło 180 osób, a 2 inną.

### Majątek szlachecki
Kaczyn-Herbasy i Stary Kaczyn stanowiły niegdyś własność rodu Kaczyńskich herbu Pomian. Z okolicy wywodzili się m.in. przodkowie Rajmunda Kaczyńskiego (ojca prezydenta Polski Lecha Kaczyńskiego i byłego premiera Jarosława Kaczyńskiego).

### Szkoła
W latach 1922–1925 – szkoły nie było. W roku 1925 szkoła prywatna, 1930 – brak szkoły.
Nauczyciele: 1941 – Krassowski Franciszek.

## Obiekty zabytkowe
- krzyż przydrożny, żeliwny, neogotycki z 1893 r.[11]